# مزرعه رنگین‌کمان
مزرعه رنگین‌کمان (انگلیسی: Rainbow Ranch) یک فیلم وسترن آمریکایی است که در سال ۱۹۳۳ منتشر شد.

## بازیگران
- رکس بل
- سسیلیا پارکر
- باب کورتمن
- هری بوون
- گوردون دی مین
- جروم استورم
- تاینی سندفورد
- هنری هال
- وین کالورت